# اما بابویان
اما بابویان (ارمنی: Էմմա Բաբոյան؛ زادهٔ ۱۹ دسامبر ۱۹۹۹) بازیکن فوتبال زن در پست هافبک اهل ارمنستان است.

## باشگاهی
از باشگاه‌هایی که در آن بازی کرده‌است می‌توان به اشاره کرد.

## تیم ملی
وی همچنین در تیم ملی فوتبال زیر ۱۷ سال زنان ارمنستان، تیم ملی فوتبال زیر ۱۹ سال زنان ارمنستان و  تیم ملی فوتبال زنان ارمنستان بازی کرده‌است.